# Buitoni
Buitoni es un grupo de alimentación italiano especializado en pasta y pizzas. Fue fundado en 1827 como negocio familiar en la localidad de Sansepolcro, Toscana. Después de que su propiedad pasase por distintos grupos, desde 1988 es una filial de la multinacional alimentaria Nestlé.
Se dedica a la elaboración y distribución de platos preparados de cocina italiana como pasta fresca, pizzas congeladas, salsas, biscotes y dulces.

## Historia

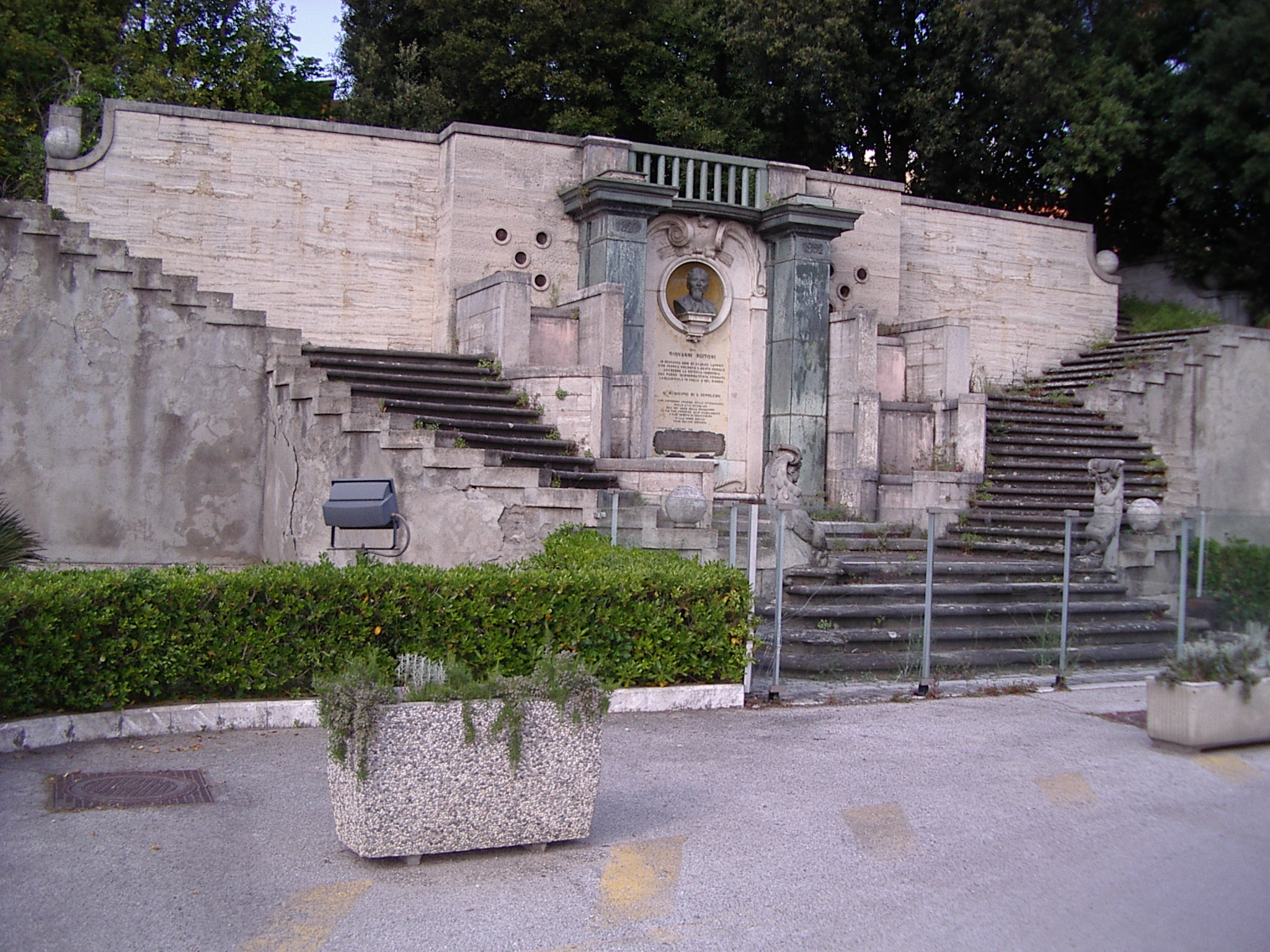
Monumento a Giovanni Battista Buitoni (1822-1901) en Sansepolcro.

En 1827 Giovanni Battista Buitoni y su esposa Giulia Boninsegni abrieron un pequeño restaurante en Sansepolcro (Toscana). El local se caracterizó entonces por el tipo de pasta fresca que utilizaba, hecha con grano de trigo duro. Su hijo Giuseppe abrió en 1856 un nuevo pastificio en Città di Castello. Buitoni pasó a producir nuevas recetas, como la primera pasta glutinada en 1884, y su éxito llevó a la familia a constituir la sociedad Giovanni et Fratelli Buitoni, con un capital de 200.000 liras.
Junto a otros socios, el heredero Francesco Buitoni constituyó el 30 de noviembre de 1907 la sociedad Perugina, especializada en dulces y repostería. Perugina funcionó por separado en sus primeros años, aunque en 1927 su hijo Giovanni se hizo con su propiedad para ampliar el negocio de Buitoni. Por otro lado, la marca comenzó a publicitarse y en los años 1930 inició su actividad internacional, en el mercado francés (1934) y estadounidense (1939). En 1953, la familia Buitoni acordó crear la International Buitoni Organization para coordinar la actividad de todas las filiales de Perugina y Buitoni. Durante varios años se mantuvo como una sociedad limitada, hasta que en 1969 se aprobó fusionar ambas compañías. De este modo se creó Industrie Buitoni Perugina, que salió al mercado de valores en 1972.
A mediados de los años 1970, la fuerte competencia de otras empresas y varios errores de gestión afectaron a Buitoni, que atravesó problemas financieros. Durante los años 1980, buscaron un inversor extranjero para salir al extranjero. En 1985 Danone estuvo a punto de comprar la compañía, pero el empresario Carlo De Benedetti superó la oferta en el último momento y mantuvo Buitoni en manos italianas, integrándola en el conglomerado Gruppo CIR. Sin embargo, el proyecto internacional de Benedetti fracasó y en 1988 fue traspasada de nuevo a la multinacional Nestlé por 5,4 millones de francos (cerca de 826.000 euros).
Bajo el control de Nestlé, Buitoni ha aumentado su presencia internacional a todo el mercado europeo y se ha convertido en la marca de pasta de referencia de la multinacional. En 2008 Nestlé vendió la fábrica de pasta fresca de Sansepolcro al grupo Newlat Food (del empresario italo-suizo Angelo Mastrolia) para concentrarse en sus fábricas de productos congelados y refrigerados.